# Повалий, Таисия Николаевна
Таи́сия Никола́евна Повали́й (укр. Таїсія Миколаївна Повалій, девичья фамилия — Гирявец; род. 10 декабря 1964, Шамраевка, Киевская область) — украинская и российская певица. Народная артистка Украины (лишена звания в 2015 году), народная артистка Республики Ингушетия (2012). С 2012 года по 2014 год — народный депутат Украины.

## Биография
Родилась 10 декабря 1964 года в селе Шамраевка, Сквирский район, Киевская область в семье Николая Павловича (1935) и Нины Даниловны Гирявец (Конопляная)(20 июля 1942). В 15 лет уехала учиться в Киев. Окончила школу в Белой Церкви и Киевское музыкальное училище имени Глиэра. После училища с 1984 года по 1990 год работала в Киевском государственном мюзик-холле. Сначала начинающая певица выступала на сцене в составе вокальной группы, а затем перешла на сольные концерты.
В 1990 году получила первую награду на известном конкурсе Гостелерадио СССР «Новые имена», а в 1991 году стала дипломантом конкурса «Азия Дауысы 1991» в Алма-Ате. В 1993 году получила гран-при на конкурсе имени В. Ивасюка «Пісня буде поміж нас» в Черновцах, и в белорусском Витебске на Международном фестивале искусств «Славянский базар». Всё это способствовало стремительному взлёту её карьеры в украинском шоу-бизнесе. В 1994 году названа лучшей певицей Украины, а также лучшим музыкантом года в национальном музыкальном телефестивале «Новые звезды старого года» («Нові зірки старого року»). В 1995 году выпустила свой дебютный альбом «Панно кохання», а год спустя, в марте 1996 года, получила звание Заслуженной артистки Украины. Ещё через полтора года был подписан Указ на присуждение ей звания Народной артистки Украины. В 1999 году участвовала во Всеукраинском гастрольном туре «Мы — дети твои, Украина».
В 2000 году вышел сборник клипов «100 минут с Таисией Повалий», также вела активную студийную работу с Иосифом Кобзоном в записи альбома, посвящённого Независимости Украины — «Одна-єдина». В 2001 году в рамках концертной программы «Звезда, рождённая Украиной» дала благотворительный концерт для детей в ДК «Украина». В начале 2000-х благодаря съёмкам в мюзиклах «Вечера на Хуторе» и «Золушка», в которых она исполнила песни «Три зимы» и «Не спугните жениха», Повалий становится популярной за пределами Украины, в частности в России и странах СНГ. Вскоре она записывает ряд дуэтов с российскими звёздами, среди которых Николай Басков и Стас Михайлов. Особую народную любовь ей принесли дуэты с Басковым — «Ты далеко» и «Отпусти меня».
28 мая 2011 года открыта именная звезда на «Аллее звезд» в Киеве на Крещатике. В 2014 году звезда была ликвидирована.
С середины 2010-х активно снимается в различных музыкальных телепроектах в России. В 2015 году приняла участие в съёмках программы «Точь-в-точь» на «Первом канале», где участники перевоплощаются в известных личностей. В 2021 году стала участницей программы «Две звезды. Отцы и дети» на «Первом канале», где участвовала вместе со своим сыном Денисом Повалием. В 2023 участвовала в новогоднем выпуске в образе Новогодней Ночи в телешоу «Маска» на НТВ. В 2024 года приняла участие в 8 сезоне шоу «Три аккорда» на Первом канале, заняв первое место в финале.
9 мая 2022 года выступила в Москве на концерте, посвящённом Дню Победы, участвовала в новогодней программе «Голубой огонёк» на телеканале «Россия-1» исполнив песню «Червона рута». В сентябре 2023 года выступила в Луганске на концерте к «80-летию освобождения Луганска от фашистских захватчиков».
10 декабря 2024 года Повалий отметила свой 60-летний юбилей, дав большой сольный концерт в Государственном Кремлёвском дворце. Трёхчасовой концерт артистки прошёл при полном аншлаге. Артистка исполнила свои главные хиты. Некоторые песни она спела на украинском языке, в частности «Цвіте терен» (Цветёт терновник) — в дуэте с Пелагеей. Помимо Пелагеи, певица исполнила дуэты с Надеждой Кадышевой, Александром Буйновым, Александром Маршалом, Стасом Михайловым и Михаилом Шуфутинским.
В 2025 году стала председателем жюри XXXIV Международного фестиваля искусств «Славянский базар в Витебске».

## Политические взгляды
В 2012 году баллотировалась в Верховную Раду Украины вторым номером Партии Регионов. Около 6 месяцев была советником президента Украины Виктора Януковича. На фоне своей непродолжительной политической деятельности Таисия Повалий оказалась центральной фигурой громкого политического скандала, связанного с Сергеем Власенко и его совмещением политической и предпринимательской деятельности. Тогда певица-депутат попала в «чёрный» список к оппозиционерам украинской власти, хотя и подала заявку на ликвидацию предпринимательской деятельности.
В мае 2014 года, после Евромайдана, Повалий вышла из состава фракции Партии регионов, осенью того же года её полномочия Народного депутата были прекращены, певица ушла из политики. 17 сентября 2014 года вместе с депутатской группой «За мир и стабильность» посетила Госдуму России. Секретарь Совета национальной безопасности и обороны Украины Александр Турчинов назвал поездку ряда народных депутатов в Госдуму РФ неуважением к Украине и предательством страны. Также сообщалось, что Главное следственное управление МВД открыло уголовное производство по статье о посягательстве на территориальную целостность Украины. В ходе нарастающей конфронтации вокруг её выступлений в России, певица отменила все концерты и праздничные мероприятия на Украине, приуроченные к её 50-летию.
Перед самым российским вторжением на Украину, 22 февраля 2022 года, Повалий приехала в Москву на съёмки телепроекта и, оставшись в столице России, первое время не высказывалась о вторжении, пока ей не удалось эвакуировать из Украины свою престарелую мать. Позднее она публично заявила, что поддерживает политику Владимира Путина: «В том, что сегодня делает Россия, вижу спасение. Чувствую, что Россия сейчас меня защищает. Все эти восемь лет я не понимала, как буду жить дальше, какое моё будущее. А теперь — вижу. Я с детства привыкла быть там, где правда. Поэтому я — с Россией. Я за то, чтобы произошел возврат из зомбированного состояния, в котором находится сегодня Украина, к нормальной жизни, чтобы мир был избавлен от нацизма».
С 2022 года Повалий проживает в Москве. Получив российское гражданство, впервые проголосовала на президентских выборах в 2024 году и заявила: «Я проголосовала за счастливое будущее своей страны, России. Меня переполняет неимоверная гордость за то, что я являюсь частью великого народа».
В большом июльском видеоинтервью 2024 года Таисия Повалий подтвердила свои пророссийские взгляды: осудила свержение украинского президента Виктора Януковича и начало боевых действий на Донбассе в 2014 году, назвав Донбасс сердцевиной Украины, поддержала вторжение России на Украину в 2022, признала получение российского гражданства и выразила уверенность в том, что Россия и Украина будут единым государством, считая русских и украинцев одним народом, признавая при этом существование двух языков.

### Санкции
В сентябре 2015 года в Верховную Раду Украины был внесён законопроект о лишении звания «Народный артист Украины» Таисии Повалий, Ани Лорак, Иосифа Кобзона и Николая Баскова.
10 октября 2022 года Таисия Повалий была внесена в санкционный список Украины. Предполагается блокировка активов на территории страны, приостановка выполнения экономических и финансовых обязательств, прекращение культурных обменов и сотрудничества, лишение украинских госнаград.

### Уголовное преследование
15 февраля 2024 года Служба безопасности Украины заочно сообщила о подозрении Повалий по трём статьям Уголовного кодекса Украины: коллаборационная деятельность, публичные призывы к агрессивной войне, оправдание вооружённой агрессии против Украины: «Во время интервью московскому интернет-изданию коллаборационистка восхваляла Путина и призвала к захвату всей территории Украины». По данным следствия, накануне российского вторжения, Повалий уехала в Россию, получила российское гражданство и публично поддержала войну против Украины. Кроме того, Повалий пыталась дискредитировать украинских военных, которые принимали участие в боях за Киев, а в сентябре 2023 года выступила на концерте в оккупированном Луганске, где «высказалась в поддержку российских военных и героизировала их участие в войне против Украины» Прокуратура Винницкой области Украины направила дело певицы в суд, в феврале 2025 года её заочно приговорили к 10 годам лишения свободы с конфискацией имущества. Также по суду певица лишилась имущественных прав на музыку и слова девяти своих песен. Кроме того, композитор Евгений Рыбчинский пытается через суд запретить исполнять Повалий песни «Чортополох», «Не питай мене чому», «Просто Тая», «Цей дощ надовго», которые в своё время стали визитными карточками певицы.

## Личная жизнь
- 1982—1993 — первый брак с музыкантом-клавишником Владимиром Ивановичем Повалием (род. 6 июня 1959), который работал в киевском Мюзик-холле, работал художественным руководителем музыкального коллектива певца Иво Бобула[52], делал фонограммы-минусовки для Жанны Боднарук[укр.], Виталия Билоножко, Аллы Кудлай и Таисии Повалий[53], сейчас работает аранжировщиком в президентском оркестре[12]. В 1993 году брак закончился разводом.
- С 31 декабря 1993 года — второй брак с музыкантом и продюсером Игорем Лихутой[укр.] (род. 11 апреля 1961)[14].
  - Сын от первого брака Денис Повалий (род. 28 июня 1983). Учился в лицее восточных языков, окончил Институт международных отношений Киевского национального университета имени Тараса Шевченко, певец. Вышел в финал украинского отбора Евровидения-2011[12]. Женат на Светлане Вихровой, Денис и Светлана поженились в 2015 году[54][55].
    - Внук Демьян (род. 2019)[56].

## Дискография
- 1995 — «Панно кохання»
- 1997 — «Я вас люблю»
- 1999 — «Сладкий грех»
- 2000 — «Буде так»
- 2002 — «Одна-єдина» (с Иосифом Кобзоном)
- 2002 — «Птица вольная»
- 2003 — «Сладкий грех»
- 2003 — «Українські пісенні перлини»
- 2004 — «Серденько»
- 2007 — «За тобой»
- 2010 — «Верю тебе»
- 2018 — «Сердце — дом для любви»
- 2020 — «Ейфорія»
- 2021 — «Особенные слова. Исповедь»

## Фильмография
- 1992 — «Аляска, сэр!» — вокал («Вальс-бостон» и другие романсы)
- 1993 — «Золотой цыплёнок» — лиса (вокал)
- 2001 — «Вечера на хуторе близ Диканьки» — княгиня
- 2002 — «Золушка» — сваха
- 2002 — «Снежная королева» — астроном Ингрид, сестра шаманки Ксении
- 2007 — «Очень новогоднее кино, или Ночь в музее» — спящая красавица
- 2008 — «Золотая рыбка» — камео

## Награды и премии
Почётные звания:
- Заслуженная артистка Украины (7 марта 1996 года) — по случаю Международного женского дня 8 Марта, за весомые достижения в труде, высокое профессиональное мастерство. В 2024 году лишена звания указом Президента Украины Владимира Зеленского против лиц, поддержавших вторжение России на Украину[57][58].
- Народная артистка Украины (27 октября 1997 года) — за значительный личный вклад в развитие национальной культуры, высокий профессионализм[16]. Лишена звания в 2022 году за антиукраинские призывы и «антинародную позицию»[7].
- Народная артистка Республики Ингушетия (2012).

Ордена:
- Орден Дружбы (16 декабря 2011 года, Россия) — за большой вклад в сохранение и популяризацию русского языка и российской культуры, расширение культурных связей между Российской Федерацией и Украиной[59]

Другие награды и поощрения:
- орден Святого Николая Чудотворца (1998) — «За приумножение добра на Земле» (Украинский фонд международных премий)[60]
- орден Слава «На верность Отчизне» II степени (2000) (На День независимости)[60](негосударственная, рейтинга «Золотая Фортуна»)
- орден Святой Анны IV степени (2000) (Украинская православная церковь Московского патриархата)[60]
- орден Святого Станислава[пол.] (общественной организации, Польша)[60]
- Почётная грамота Республики Ингушетия (17 июня 2012 года) — за выдающиеся заслуги в области музыкального искусства и в связи с празднованием 20-летия со Дня образования Республики Ингушетия[61]
- Премия Президента Беларуси «Через искусство — к миру и взаимопониманию» (Беларусь, 2019)[62]

Музыкальные премии:

### «Золотой граммофон»
- 2005 — «Отпусти меня» (дуэт с Н. Басковым)[63]
- 2006 — «Ты далеко» (дуэт с Н. Басковым)[64]
- 2010 — «Отпусти» (дуэт со С. Михайловым)
- 2012 — «Верю тебе»[65]
- 2017 — «Сердце — дом для Любви»[66]
- 2018 — «Ты в глаза мне посмотри»[67]

### «Шансон года»
- 2008 — «Пусть вам повезёт в любви», «Одолжила»[68]
- 2010 — «Отпусти» (дуэт со С. Михайловым)[68]
- 2014 — «Простила»[69]
- 2016 — «Твоих рук родные объятья, Я по тебе скучаю» (с Е. Кемеровским)[70]
- 2017 — «Чай с молоком», «Сердце — дом для Любви»[71]
- 2018 — «Ты в глаза мне посмотри»[72]
- 2021 — «Особенные слова»[73]
- 2022 — «Что с тобой? Как же я?» (дуэт со С. Михайловым)[74]